# Moussac, Gard
Moussac är en kommun i departementet Gard i regionen Occitanien i södra Frankrike. Kommunen ligger i kantonen Saint-Chaptes som tillhör arrondissementet Nîmes. År 2022 hade Moussac 1 564 invånare.

## Befolkningsutveckling
Antalet invånare i kommunen Moussac
Referens:INSEE